# Nancy Mace
Nancy Mace (ur. 4 grudnia 1977 w Fort Bragg) – amerykańska polityczka Partii Republikańskiej, od 2021 roku jest przedstawicielką 1. okręgu stanu Karolina Południowa w Izbie Reprezentantów Stanów Zjednoczonych. Jest córką emerytowanego oficera armii Stanów Zjednoczonych.

## Biografia
Ukończyła z wyróżnieniem Cytadelę – kolegium wojskowe Karoliny Południowej, gdzie jako pierwsza kobieta ukończyła Korpus Kadetów w 1999 r. Napisała książkę In the Company of Men: A Woman at the Citadel, w której opisała swoje doświadczenia z Korpusu Kadetów. W 2004 r. Nancy uzyskała tytuł magistra dziennikarstwa i komunikacji masowej na Uniwersytecie Georgii. W 2008 roku założyła własną firmę konsultingową w Charleston. Pracowała też jako pośredniczka handlu nieruchomościami w firmie Keller Williams Commercial.
Przed objęciem urzędu w Kongresie USA prowadziła kampanię na rzecz Donalda Trumpa i okazała mu poparcie w wyborach w 2016 roku. W latach 2018–2020 była członkiem Kongresu Karoliny Południowej.

## Poglądy
Jest znana jako konserwatystka fiskalna i jedną z najbardziej proekologicznych ustawodawców w stanie Karolina Południowa. Popiera zakaz aborcji z wyjątkami dla ofiar gwałtu lub kazirodztwa, w celu ochrony życia matki i w przypadkach wad płodu.
W lutym 2023 podczas przesłuchania Komisji ds. Nadzoru i Odpowiedzialności Izby Reprezentantów w sprawie postępowania Twittera, skrytykowała dyrektorów Twittera za cenzurowanie lekarzy, takich jak epidemiolog Martin Kulldorff, którzy byli krytyczni wobec restrykcji związanych z pandemią COVID-19. Wyznała też, że „bardzo żałuje” przyjęcia dwóch dawek szczepionki przeciwko COVID-19 po wystąpieniu wielu powikłań.